# Andrea Chénier
Andrea Chénier [šéňjé] je opera o čtyřech dějstvích italského skladatele Umberta Giordana (1867–1948) z roku 1896. Libreto napsal Luigi Illica (1857–1919), který později několikrát pracoval jako libretista pro Giacoma Pucciniho. Občas je opera Andrea Chénier označována také jako historické hudební drama.

## Předloha k libretu a vznik opery
Libreto k opeře Andrea Chénier napsal v letech 1894–1895 operní dramatik Luigi Illica, v italské opeře své doby jediný stálý, profesionální a specializovaný libretista, ne jen pro operu najímaný literát.

Libreto bylo napsáno bez literární předlohy. Je uměleckou reflexí historické osobnosti francouzského básníka André Chéniera (1762–1794) a čerpá inspiraci ve vzrušené a konfliktní době Velké francouzské revoluce v letech 1789 až 1794, bohaté na dramatické výjevy i pohnuté osudy jednotlivců. Illicovi velmi záleželo na tom, aby jeho inspirace byla originální a aby jeho operní libretistika byla skutečnou literární tvorbou, ne jen řemeslnou adaptací již hotových děl do zhudebnitelné podoby. Tématem libreta je láska za časů revoluce. Děj příběhu je založen až do velmi podrobných detailů na historiografii francouzské revoluce a na biografiích některých zde vystupujících postav. Illica však nakládá s tímto faktografickým zázemím velmi volně. Některé situace, motivy, a pojmy respektují skutečnost, zatímco jiné, prezentované v rámci libreta stejně přesvědčivě, jsou z historického pohledu smyšlené, účelově posunuté a pozměněné. Dramatická pravda zde platí více než pravda historická. Zdramatizovaný Chénier je ten, kterého měl při psaní libreta před očima i Luigi Illica. Citlivý mladík, který si je vědom své ceny, hledá neúnavně pravou lásku. Poezie a láska (k ženě, přírodě, potřebným…) jsou mu vším. Tento křehký a nepraktický člověk, který stojí uprostřed revoluční vřavy, zobrazuje nepochopitelně brutální svět, jemuž musí padnout za oběť. Takto romanticky pojatého Chéniera zasazuje Illica do svého fiktivního příběhu, sestaveného z historicky věrných detailů i z volných odkazů a parafrází. Libreto má realistickou přesvědčivost, přestože jen máloco je v opeře přesně tak, jak se to dočteme v historických knihách.

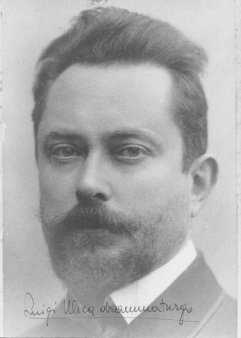
Libretista Luigi Illica

V březnu 1894 měla v Neapoli premiéru Giordanova opera Regina Diaz. Její neinspirativní libreto trpělo schematismem a konvenčností, ze kterých se nepodařilo vybřednout ani Giordanově hudbě. Bylo to fiasko a opera byla po dvou představeních stažena z programu. Po tomto neúspěchu Giordano váhal, zda nemá dráhu operního skladatele ukončit a nadále se věnovat pouze dirigování. V dubnu 1894 však přijeli za svou prací v neapolském divadle skladatel a Giordanův umělecký souputník Alberto Franchetti spolu s vynikajícím italským libretistou Louigim Illicou. Franchetti projevil zájem o Giordanovu situaci a nabídl mu přenechání práv k libretu Chéniera, na která měl s Illicou uzavřenou smlouvu. Vyjednávání o nové opeře si vzal na starost Illica a trvalo dva měsíce, než nakladatel souhlasil se vznikem nové Giordanovy a Illicovy opery ve své produkci. Operu se podařilo dokončit koncem ledna 1896. Když si však šéf hudební produkce partituru opery prostudoval, prohlásil, že se nedá hrát a premiéra byla zrušena. Nicméně se nakonec podařilo nakladatele přesvědčit o kvalitách nové opery a premiéra se konala v milánské La Scale 28. března 1896.

## Hudba
Hudba Umberta Giordana je příkladem toho, jak klíčovou roli má pro skladatele libreto, jeho námět, stavba i literární zpracování. Vznikla v době, kdy již nějakých stotřicet let existovaly zásady hudebního dramatu, formulované a realizované Christophem Willibaldem Gluckem a respektované a dále rozvíjené autory, jakými byli Verdi, Puccini a Wagner. Ideálem opery v této době bylo hudební drama, kdy je hudba svým obsahem i formou těsně spojená s dramatickou situací, s příběhem, jeho detaily, atmosférou, kontrasty a zvraty. Charakter a kvalita děje opery určuje i dramatickou kvalitu hudby. Hudební skladatel je přímo závislý na tom, co mu nabízí libreto.Těsnost vazby libreta a hudby má určující vliv na celkové vyznění opery. Živnou půdou Giordanovy hudby je drama plné konfliktů, život ohrožujících situací a radikálních kontrastů, které mísí černou grotesku s tragédií a romantický patos s naturalismem. Jeho hudební jazyk je oddán dramatickému konceptu opery a při jejím poslechu je obtížné vysledovat nějaký jeho vlastní hudební styl. Výrazná je však mnohotvárnost jeho hudebního jazyka.
Opera začíná frází sluhy Gérarda nad pohovkou. Zní sice podezíravě až výhružně, ale následující Gérardův monolog je plný posměchu nad rozmary šlechty za doprovodu parodické nápodoby galantní dvorské hudby s nezbytnými tanečními poklonkami a ozdobami. Galantní taneční idiom v třídobém taktu pak zní po celé první jednání, v rozhovoru Maddaleny a Bersi o dobové módě, při příchodu hostů na zámek, při jejich vítání paní hraběnkou a ve Flévillově zdravici, kterou představuje italského hudebníka Fiorinelliho a básníka Chéniera. Také v melancholickém zpěvu pastýřek a při preludování, znázorněném harfou v orchestru, za prvního rozhovoru Maddaleny a Chéniera. Tancem, konkrétně gavotou, také celé první jednání končí. Druhá, kontrastní a dramatická vrstva prvního jednání přichází bezprostředně po Gérardově žertování nad pohovkou a je uvozena chmurnou melodií, která představuje příznačný motiv bídy. Úvodní melodie Gérardova ariosa (=neohraničená zpěvní forma, něco mezi árií a recitativem) se ale změní ve vypjatý dramatický recitativ. V jeho orchestrálním doprovodu se ještě ozývají někdejší taneční poklonky, ale ty se změní ve hrozivá zvuková bodnutí. Stejně tak je tomu v závěrečné scéně, když společnost tančí gavotu a do taneční hudby se začne mísit zpěv otrhanců, které na zámek přivádí Gérard. Záměrný nesoulad vokální linky otrhanců s tanečním doprovodem orchestru patří k nejoriginálnějším momentům celé partitury. Taneční hudba se ukončuje náhle uprostřed fráze, doznívá pochod bídy za doprovodu bubnů, které již předjímají revoluci a její teror. Druhé jednání je již situované do centra revolučního dění. Slyšíme hudební charakteristiku nespoutané revoluční vřavy a chaosu. Slyšíme přímo i hudbu francouzské revoluce, zaznívá instrumentálně pojatá revoluční píseň Ca ira. Je to však jen jakýsi tupý, vyprázdněný popěvek, který si prozpěvuje obhroublý sansculot Mathieu. Další z francouzských revolučních tanců a písní, tak zvaná karmaňola (nazvaná podle italského města Carmagnola), zazní v noční scéně, jako metafora všudypřítomné revoluce a tedy jako nebezpečí pro její nepřátele. K hudebnímu vyjádření francouzské revoluce však vedle bojovných a veselých písní patří také údery na buben či víření, které za revoluce nevěstí nic dobrého. Jsou slyšet ve všech čtyřech jednáních Giordanovy opery. Poprvé doprovázejí pochod bídy na konci prvního jednání a zaznějí také při revoluční písni Ca ira za robustně znějících sólových tympánů. Ukazují odvrácenou tvář revoluce, která jedny osvobozuje,zatímco jiné zabíjí. Nejradikálnější zvuková symbolika bubnování je na konci soudní scény, kdy se za ohlušujícího dunění bubnů rozběsněný dav snaží umlčet Gérarda, který chce zachránit Chénierův život. Ve čtvrtém jednání pak víření bubnů ohlašuje příjezd popravčího vozu.
Téměř všechna sólová ariosa a duety Giordanovy opery mají některé společné rysy. Ať jsou nesena v patetickém duchu (Gérardova obžaloba, Chénierovy básnické exaltace) nebo v duchu tragickém (postavy v nich líčí své ponížení, zoufalství a pochybnosti), všem je společná obrovská emotivita, složitost výstavby a také pěvecká náročnost partů. Prolíná se v nich pucciniovský ariosní zpěv s verdiovskou dramatickou deklamací. Sborová scéna ve druhém jednání, pyšný průvod jakobínských vůdců, je doprovázena důstojně znějící melodií, plné slavnostní oddanosti a upřímné víry v ideály revoluce. Naopak sborová scéna z třetího jednání, příchod soudců a vyvolávání obviněných, rozpoutá divokou orchestrální a sborovou bouří, uzavřenou duněním bubnů. Dalším výrazovým rozměrem, který rozšiřuje hudebně dramatické spektrum Giordanovy hudby, jsou pomalé, těžkomyslné, orchestrální fráze, které disonují s harmonickým doprovodem, dále synkopicky a chromaticky komplikované vzrušené gradace a také odpovídající expresivní smyčcová instrumentace. Tyto wagnerovské fragmenty jsou v opeře těsně před začátkem soudního procesu, dále po zběsilé sborové scéně u soudu, při příchodu Maddaleny do vězení a jejím rozhovoru se žalářníkem a nakonec v závěrečném duetu Maddaleny se Chénierem, kdy se přiblíží jejich poslední ráno.

## Děj opery
Hlavním hrdinou je tragická postava francouzského básníka André Chéniera, který zemřel v Paříži v roce 1794 ve věku třicet jedna let na gilotině. Děj se odehrává v letech 1789–1794 v době velké francouzské revoluce a krutovlády Jakobínů v Paříži a jejím okolí. Je do značné míry fiktivní a je jen v omezeném rozsahu založen na faktech z Chénierovy biografie.
Délka představení činí dvě hodiny a třicet minut.

### První jednání
Na zámku hrabat z Coigny probíhají poslední přípravy ke slavnosti, kterou tento večer paní hraběnka pro panstvo pořádá. Příprav se neochotně účastní i sluha Gérard. O samotě se vysmívá šlechtické marnivosti, proklíná své služebné postavení a volá po pomstě na aristokracii, která žije z utrpení chudých. Když však vidí hraběnčinu dceru Maddalenu, kterou od mládí tajně miluje, je jeho nenávist ta tam. Maddalena si své komorné stěžuje, jak jí společenská etiketa a nemožná šlechtická móda otravuje, nicméně se i dnes podřídí matčině přání a odchází se ustrojit. Hraběnka zatím přijímá hosty, mezi kterými je romanopisec Fléville, italský hudebník Fiorinelli a básník Andrea Chénier. Na večírek přichází také Abbé, který však nenese dobré zprávy. Král Ludvík XVI ustupuje požadavku na reformy, které předkládá třetí stav, tedy zástupci měšťanů, sedláků a všech neprivilegovaných obyvatel země, a v Paříži se bouří lidé na ulicích. Fléville raději obrací pozornost společnosti k pastýřské hře, kterou připravil k provedení na dnešní slavnosti. Po jejím zhlédnutí se hraběnka obrací k básníku Chénierovi a vyzývá ho, aby dal k dobru něco ze svých veršů. Hrdý Chénier se však odmítá podřízovat šlechtickým rozmarům. K přednesu ho vyprovokuje až Maddalena, která si z něj tropí žerty ale zároveň v něm probouzí něhu a sympatie. Chénier se ujímá slova a přednáší verše o lásce. K překvapení všech však nehovoří o galantních dobrodružstvích, ale o lásce k přírodě, k vlasti a o soucitu s bídou světa, kterou vznešená aristokracie přehlíží. Dovolává se Maddaleniny lidskosti a pochopení a odchází ze společnosti. Trapnou situaci se snaží zachránit hraběnka pozváním hostů k tanci. Ten je ale přerušen davem ubožáků, který přivádí mezi hosty sluha Gérard. Hraběnka ho za to okamžitě propouští ze služby. Gérard odhazuje svou livrej a spolu s chudáky odchází ze zámku. Rozrušená hraběnka znovu vyzývá hosty k tanci.

### Druhé jednání
O pět let později. Francouzská revoluce je v období jakobínského teroru. Jakobínský špeh, který se v centru Paříže vydává za stoupence monarchie, sleduje bývalou komornou Bersi a Chéniera. Tuší, že ho mohou přivést na stopu Maddaleny, která se nyní jako aristokratka musí skrývat. Chénier se setkává se svým přítelem Roucherem. Dostává od něj falešný pas a radu, aby neprodleně opustil Paříž, protože se může jako někdejší umírněný revolucionář ocitnout na seznamu nežádoucích osob. Chénier se mu však svěřuje, že už delší dobu dostává od jakési ženy dopisy plné vroucího citu a že touží poznat jejich tajemnou autorku. Má se s ní dokonce na smluveném místě setkat. Roucher však soudí, že Chéniera vyzývá k milostné aféře pouze některá z povrchních salonních krásek, které se shlížejí v zašlých časech monarchie. Zklamaný Chénier se rozhodne přijmout Roucherův návrh.
Mezitím se na ulicích shromažďuje dav, aby pozdravil průvod svých vůdců, který uzavírá sám obdivovaný a obávaný Robespierre. Jedním z idolů revoluce je nyní i Gérard, který se uprostřed slavnosti setkává se svým špehem, aby mu uložil další pokyny. Vychází najevo, že je to právě Gérard, kdo nařídil pátrání po Maddaleně, aby ji získal pro sebe. Bersi přináší Chénierovi zprávu o setkání s jeho neznámou dopisovatelkou a Chénier se rozhodne zůstat. V neznámé ženě Chénier poznává Maddalenu. Ta vzpomíná na jejich zvláštní setkání před pěti lety. Od té doby ji Chénier přitahuje, ale neodvážila se ho oslovit. Vše ztratila, musí se skrývat, je sledována. Nyní žádá Chéhiera o soucit a ochranu. Okouzlený a dojatý Chénier cítí, že v Maddaleně nachází osudovou lásku, kterou až dosud marně hledal. Gérardův špeh však zatím v Maddaleně poznal tu, kterou jeho pán hledá a přivádí Gérarda, aby si ji odvedl. Chénier Maddalenu brání a v souboji Gérarda těžce zraní. Gérard, který již povýšil až na sekretáře revoluce, poznává, kdo je jeho sokem a nechává ho prchnout. Před shromážděným davem a strážemi pak Chénierovu totožnost zamlčí.

### Třetí jednání
Gérard se zotavil ze svého zranění a nyní řeční před lidovým shromážděním. Daří se mu Pařížany přesvědčit, aby věnovali poslední zbytky ze svých majetků ve prospěch válkou ohrožené Francie. Jedna z žen dokonce nechává naverbovat svého posledního žijícího potomka, patnáctiletého vnuka do armády. Gérardův špeh mu pak po straně oznamuje, že Chénier byl zatčen. Gérard má nyní Maddalenu na dosah ruky. Očekává, že za ním sama přijde žádat o Chénierovo propuštění. Chénier se mezitím ocitl na seznamu obávaného žalobce Fouqiera-Tinvilla. Gérard poznává, že jeho ušlechtilé revoluční ideály jsou v troskách a že se stal znovu sluhou - jak zběsilého revolučního teroru, tak vlastní vášně k Maddaleně, kterou nedokáže získat jinak než podlým násilím. Chod událostí se mu vymyká z rukou a na nátlak svého špeha podepisuje smyšlenou obžalobu Chéniera. Jako cenu za jeho osvobození žádá po Maddaleně její lásku. Maddalena však pouze chladně nabízí své tělo jako výkupné za Chénierův život. Vypráví o hrůzách, které musela od začátku revoluce pro svůj původ prožít a líčí Gérardovi, co pro ni znamená skutečná láska, která povznáší člověka nad utrpení tohoto světa. Přemožený Gérard se na poslední chvíli rozhodne Chénierův osud zvrátit. Je však už pozdě a jeho prohlášení, že Chénierova obžaloba je vykonstruovaná, už žalobce nezajímá. Rozběsněný dav touží po jakýchkoli vinících všeobecné mizerie a Chénier je ještě s několika dalšími odsouzen k smrti.

### Čtvrté jednání
Ve vězení St. Lazare předčítá Chénier Roucherovi svou poslední báseň. V Gérardově doprovodu za ním přichází i Maddalena. Ta si na Gérardovi vymínila, že jí pomůže podplatit žalářníka, aby ji ponechal ve vězení se Chénierem a místo ní propustil na svobodu jednu z odsouzených žen, Idii Legrayovou. Žalářník souhlasí. Maddalenu se Chénierem čeká nyní společná smrt, kterou vyhlížejí jako završení a vítězství své lásky. Gérard se ještě pokouší získat pro odsouzence u Robespierra milost, ale marně. Nad ránem žalářník vyvolává jména odsouzených a Chénier s Maddalenou spolu odcházejí vstříc gilotině.

## Obsazení při premiéře
| Osoba                                           | Hlasový obor     | Premiera, 28. březen 1896 (Dirigent: Rodolfo Ferrari) |
| ----------------------------------------------- | ---------------- | ----------------------------------------------------- |
| Andrea Chénier, básník                          | tenor            | Giuseppe Borgatti                                     |
| Carlo Gérard, sluha                             | baryton          | Mario Sammarco                                        |
| Maddalena di Coigny                             | soprán           | Evelina Carrera                                       |
| Bersi, její služka                              | mezzosoprán      | Maddalena Ticci                                       |
| Hraběnka di Coigny                              | mezzosoprán      | Della Rogers                                          |
| Pietro Fléville, romanopisec                    | bas              | Gaetano Roveri                                        |
| Mathieu, a sans-culotte                         | bas nebo baryton | Michele Wigley                                        |
| Abbé, básník                                    | tenor            | Enrico Giordano                                       |
| The Incredible, špeh                            | tenor            | Enrico Giordano                                       |
| Roucher, přítel Chéniera                        | bas nebo baryton | Gaetano Roveri                                        |
| Schmidt, žalářník v St. Lazare                  | bas nebo baryton | Raffaele Terzi                                        |
| Madelon, stará žena                             | mezzosoprán      | Della Rogers                                          |
| Fouquier-Tinville, žalobce                      | bas nebo baryton | Ettore Brancaleone                                    |
| Dumas, správce domácnosti                       | bas              | Raffaele Terzi                                        |
| Dámy, pánové, hudebníci, sluhové, vojáci - sbor |                  |                                                       |

## Inscenační historie
Opera měla premiéru 28. března 1896 v milánském divadle Teatro alla Scala. Další uvedení následovala ještě v roce 1896 v Metropolitní opeře v New Yorku a 28. ledna 1897 v tehdy německém městě Breslau. Tam byla opera uvedena v německé řeči s textem od Maxe Kalbecka. rovněž tak v Hamburku 5. února 1897 pod taktovkou Gustava Mahlera. Do roku 1909 byla opera přeložena mimo jiné také do francouzštiny, češtiny, maďarštiny, švédštiny a angličtiny. V angličtině byla opera uvedena až roku 1903 v Manchesteru a Londýně. V českých zemích měla premiéru 5. května 1897 v Národním divadle. Od té doby se v Národním divadle dlouho nehrála. Její další premiéra následovala až 5. května 2016. Uvedena byla také 24. října 1897 v Novém německém divadle v Praze. V Divadle Antonína Dvořáka v Ostravě měla opera Andrea Chénier premiéru 18. června 2015. Česká televize ji uvedla 7. prosince 2017 v přímém přenosu z milánského Teatro alla Scala. Janáčkovo divadlo v Brně ji uvedlo 22. prosince 2000.

## Árie opery
- Un dì all'azzurro spazio (Jeden den v modrém prostoru, Chénier, 1. dějství)
- Vivere in fretta (Žijeme rychle, Bersi, 2. dějství)
- Eravate possente (Byl jsi mocný, Maddalena, 2. dějství)
- Son la vecchia Madelon (Jsem stará Madelon, Madelon, 3. dějství)
- La mamma morta (Mrtvá matka, Maddalena, 3. dějství)
- Nemico della patria (Nepřítel vlasti, Gérard, 3. dějství)
- Come un bel dì di Maggio (Jako krásný květnový den, Chénier, 4. dějství)

## Nahrávky

### Audio
| Rok  | Obsazení (AndreaChénier, Maddalena de Coigny, Carlo Gérard) | Dirigent Operní dům a orchestr                                                                                                   | Hudební vydavatelství                                                                                   |
| ---- | ----------------------------------------------------------- | --- | --- |
| 1920 | Luigi Lupato, Valentina Bartolomasi, Adolfo Pacini          | Carlo Sabajno, Orchestr a sbor divadla La Scala, Milán                                                                           | 78rpm: Società Nazionale del Grammofono "La Voce del Padrone" Cat: S 5520-5552 (even numbers, 17 discs) |
| 1929 | Luigi Marini, Lina Bruna Rasa, Carlo Galeffi                | Lorenzo Molajoli, Orchestr a sbor divadla La Scala, Milán                                                                        | Audio CD: Naxos Records, Cat: 8.110066-67                                                               |
| 1941 | Beniamino Gigli, Maria Caniglia, Gino Bechi                 | Oliviero de Fabritiis, Orchestr a sbor divadla La Scala, Milán                                                                   | Audio CD: EMI Classics, Cat: 69996                                                                      |
| 1955 | Mario del Monaco, Maria Callas, Aldo Protti                 | Antonino Votto, Orchestr a sbor divadla La Scala, Milán                                                                          | Audio CD: EMI Classics, Cat: 67913                                                                      |
| 1957 | Mario del Monaco, Renata Tebaldi, Ettore Bastianini         | Gianandrea Gavazzeni, Orchestr a sbor Národní akademie Santa Cecilia, Řím,                                                       | Decca, Cat: 425407                                                                                      |
| 1960 | Franco Corelli, Renata Tebaldi, Ettore Bastianini           | Lovro von Matačić, Vídeňská filharmonie a sbor Vídeňské státní opery                                                             | Audio CD: Opera d'Oro, Cat: OPD1303                                                                     |
| 1963 | Franco Corelli, Antonietta Stella, Mario Sereni             | Gabriele Santini, Římská opera, orchestr a sbor                                                                                  | Audio CD: EMI Classics, Cat: 58676                                                                      |
| 1976 | PlácidoDomingo, Renata Scotto, Sherrill Milnes              | James Levine, Národní filharmonický orchestr Londýn a sbor Johna Alldise                                                         | Audio CD: RCA Victor Red Seal, Cat: 74321 39499 2                                                       |
| 1984 | Luciano Pavarotti, Montserrat Caballé, Leo Nucci            | Riccardo Chailly, Národní filharmonický orchestr a sbor Velšské národní opery                                                    | Audio CD: Decca, Cat: 410117                                                                            |
| 1986 | José Carreras, Eva Marton, Giorgio Zancanaro                | Giuseppe Patane, Orchestr Maďarské státní opery, Sbor Maďarského rozhlasu a televize, Dětský sbor Maďarského rozhlasu a televize | Audio CD: Sony Classical, Cat: 42369                                                                    |

### Video
| Rok  | Obsazení (Andrea Chénier, Maddalena de Coigny Carlo Gérard) | Dirigent Operní dům a orchestr                                                                                     | Hudební vydavatelství                                                                     |
| ---- | ----------------------------------------------------------- | --- | ----------------------------------------------------------------------------------------- |
| 1961 | Mario del Monaco, Renata Tebaldi, Aldo Protti               | Franco Capuana, Simfonický orchestr NHK a italský operní sbor (Live performance,1, října 1961, Tokyo Bunka Kaikan) | DVD: VAI Cat: 4419                                                                        |
| 1981 | Plácido Domingo, Gabriela Beňačková, Piero Cappuccilli      | Nello Santi, Orchestr a sbor Vídeňské státní opery                                                                 | DVD: Deutsche Grammophon Cat: 00440 073 4070. Bontonland, vyd.28.7 2005 EAN 0044007340707 |
| 1985 | Plácido Domingo, Anna Tomowa-Sintow, Giorgio Zancanaro      | Julius Rudel, Královská opera, Covent Garden, orchestr a sbor                                                      | DVD: Kultur Cat: 032031141094                                                             |
| 2006 | José Cura Maria Guleghina Carlo Guelfi                      | Carlo Rizzi The Teatro Comunale Di Bologna,                                                                        | Bontonland, vyd.07.6.2016 EAN 0807280728798                                               |
|      | Luciano Pavarotti Maria Guleghina Juan Pons                 | James Levine The Metropolitan Opera, orchestr a sbor                                                               | Bontonland, vyd.20.10.2011 EAN 0044007434215                                              |

Podkladem k tabulce nahrávek je: